# Münchberg
Ej att förväxla med Müncheberg i Brandenburg.
Münchberg är en stad i Landkreis Hof i Regierungsbezirk Oberfranken i förbundslandet Bayern i Tyskland.